# Climă rece temperată

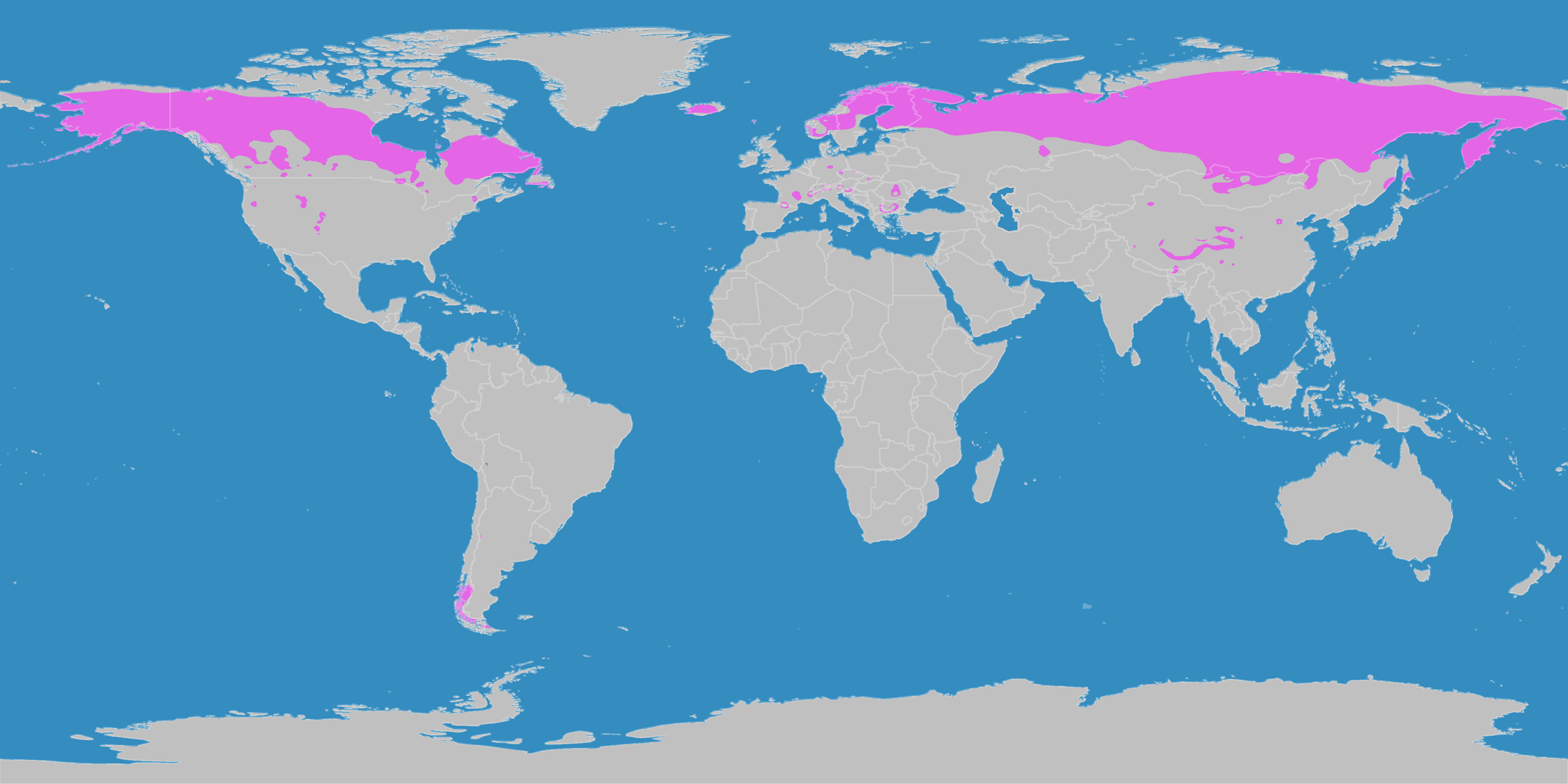
Climă rece temperată

Clima rece temperată numită de unii și climă rece boreală.  Este cea mai rece climă din cadrul climei temperate, regiunea este caracterizată prin vegetația săracă boreală. Ea se întinde în cea mai mare parte în partea nordică a Asiei și Americii de Nord, singura regiune din sud cu o astfel de climă se află în Patagonia, America de Sud. 

## Caracterstici
- Este o climă continentală rece
- Temperatura maxima a lunii celei mai călduroase este de ca.. 10 °C
- Temperatura medie a lunii celei mai reci este de -38 °C
- Perioada de vegetație a plantelor durează 4 luni